# 생토
생토는 프랑스 노르망디의 칼바도스에 있는 소도시이다. 토털라이즈 작전 때 완전히 파괴되었으나 전후 복구되어 오늘날의 모습을 갖추었다.

## 지리
도시는 캉과 팔레즈 사이에 위치하고 있으며 브레빌쉬르레즈 캐나다 전쟁기념비가 있는 곳이기도 하다. 검스닐은 원래 생토와 떨어져 있었으나 합쳐졌고, 검스닐의 인구는 생토에 비해 훨씬 적은 18명이다.

## 유적
성게르마인의 교회 근처에 마을이 자리를 잡고 있는데, 이 교회는 프랑스의 공식 역사 기념물이다. 그것은 1150년 마미옹 가에 의해 설립되었다. 로베르 마미옹이 1181년 바이외에 들어갈 때 바버리 에비에 대한 후원으로 이것을 제공했다. 주요 건물과 교차탑은 16세기로 거슬러 올라가지만 1688년 파괴되었다. 북쪽 벨탑은 18세기에 추가되었다. 교회는 1857년부터 1902년 사이에 복원되었다.

## 역사
생토는 토털라이즈 작전 당시인 1944년 제12SS기갑사단 히틀러유겐트를 궤멸시키기 위한 연합군의 포격으로 파괴된 적이 있다.

## 인구
| 연도 | 인구 | ±%    |
| ---- | ---- | ----- |
| 1962 | 190  | —     |
| 1968 | 172  | −9.5% |
| 1975 | 159  | −7.6% |
| 1982 | 161  | +1.3% |
| 1990 | 172  | +6.8% |
| 1999 | 180  | +4.7% |
| 2008 | 188  | +4.4% |

## 같이 보기
- 칼바도스주의 코뮌 목록